# Acanthophyllum longicalyx
Acanthophyllum longicalyx är en nejlikväxtart som beskrevs av Ian Charleson Hedge och Wendelbo. Acanthophyllum longicalyx ingår i släktet Acanthophyllum och familjen nejlikväxter. Inga underarter finns listade i Catalogue of Life.